# Torrijo de la Cañada
Pour les articles homonymes, voir Torrijo.
Torrijo de la Cañada est une commune d’Espagne, dans la province de Saragosse, communauté autonome d'Aragon comarque de Comunidad de Calatayud.